# رود خوليت
رود خوليت (بالهولندية: Ruud Gullit) من مواليد 1 سبتمبر 1962 لاعب كرة قدم سابق، ومدرب كرة قدم سابق، يعتبر من أفضل اللاعبين في فترة نهاية الثمانينيات وبداية التسعينيات، وقد حاز على جائزة أفضل لاعب في أوروبا في عام 1987، وعلى جائزة أفضل لاعب في العالم مرة في عامي 1987 . بدأ غوليت في لعب كرة القدم مع نادي هارلم في عام 1978، وقد لعب معه 91 مباراة وسجل فيها 32 هدفًا، مما لفت أنظار الأندية الكبرى في هولندا، فضمه نادي فيينورد في عام 1982، وقد لعب مع فيينورد 85 مباراة وسجل فيها 30 هدفًا، وفي عام 1985 انضم خوليت إلى نادي إيندهوفن الهولندي، ولعب لهم 68 مباراة وسجل فيها 46 هدف، وفي عام 1987 أتته الفرصة للانتقال خارج هولندا وبالتحديد إلى نادي إيه سي ميلان، وقد كان رئيس إيه سي ميلان يريد ضم رود خوليت، فدفع له 6 ملايين جنيه استرليني، وهو رقم قياسي في تلك الفترة، لينضم إلى إيه سي ميلان وليشكل الفريق الذهبي مع زملائه الهولنديين ماركو فان باستن وفرانك ريكارد وفي موسم 1993\1994 انتقل خوليت إلى نادي سامبدوريا، ولكنه عاد في الموسم الذي تلاه إلى إيه سي ميلان، وفي عام 1995 عاد إلى نادي سامبدوريا مرة أخرى، وفي موسم 1995 انتقل إلى نادي تشيلسي، وبعد أن أصبح مدرب نادي تشيلسي مدرباً لمنتخب إنجلترا لكرة القدم، تم اختيار رود خوليت ليكون مدربًا للفريق ولاعبًا له أيضا، وقد اعتزل كرة القدم في عام 1998.
في عام 2022 تم استضافة اللاعب رود خوليت في قطر في استوديوهات بي ان سبورت ليكون من ضمن المحللين الرياضيين للمباريات في الاستوديو التحليلي المستمر لمباريات بطولة كأس العالم التي اقيمت في شهر 12 من نفس العام

## مسيرته كمدرب كرة قدم
بعد أن اعتزل كرة القدم قام خوليت بتدريب نادي نيوكاسل يونايتد، ولكنه لم ينجح مع الفريق، وفي موسم 2004/2005 درب نادي فيينورد ولم ينجح معه أيضًا.

## روابط خارجية
- رود خوليت على موقع IMDb (الإنجليزية)
- رود خوليت على موقع ميوزك برينز (الإنجليزية)
- رود خوليت على موقع أول ميوزيك (الإنجليزية)
- رود خوليت على موقع ديسكوغز (الإنجليزية)
- رود خوليت على موقع قاعدة بيانات الفيلم (الإنجليزية)

- رود خوليت على موقع الاتحاد الدولي (مؤرشف)  (الإنجليزية)
- رود خوليت على موقع الاتحاد الأوربي (الإنجليزية)
- رود خوليت على موقع قاعدة بيانات كرة القدم.إي يو (الإنجليزية)
- رود خوليت على موقع ناشيونال فوتبول تيمز (الإنجليزية)
- رود خوليت على موقع Soccerbase.com (لاعب) (الإنجليزية)
- رود خوليت على موقع Soccerbase.com (مدرب) (الإنجليزية)
- رود خوليت على موقع Soccerway.com (الإنجليزية)
- رود خوليت على موقع عالم كرة القدم.نت (الإنجليزية)